# دوازدهمین مراسم جایزه انجمن بازیگران فیلم
 دوازدهمین مراسم جایزه انجمن بازیگران فیلم (به انگلیسی: 12st Screen Actors Guild Awards) به افتخار بهترین بازیگران فیلم و تلویزیون سال ۲۰۰۵ برگزار شد.

## نامزدی‌ها و جوایز
| فیلیپ سیمور هافمن | پرونده:Philip Seymour Hoffman 2011 برای فیلم |
| راسل کرو          | پرونده:RussellCroweOct05 برای فیلم           |
| هیت لجر           | پرونده:Heath Ledger برای فیلم                |
| واکین فینیکس      | برای فیلم                                    |
| دیوید استراترن    | برای فیلم                                    |

| ریس ویترسپون  | برای فیلم |
| جودی دنچ      | برای فیلم |
| فلیسیتی هافمن | برای فیلم |
| شارلیز ترون   | برای فیلم |
| جانگ تسییی    | برای فیلم |

| پل جیاماتی  | برای فیلم |
| دان چیدل    | برای فیلم |
| جرج کلونی   | برای فیلم |
| مت دیلون    | برای فیلم |
| جیک جیلنهال | برای فیلم |

| ریچل وایس             | برای فیلم |
| امی آدامز             | برای فیلم |
| کاترین کینر           | برای فیلم |
| فرانسیس مک‌دورمند      | برای فیلم |
| میشل ویلیامز (بازیگر) | برای فیلم |

## برندگان مرد و زن سریال تلویزیونی

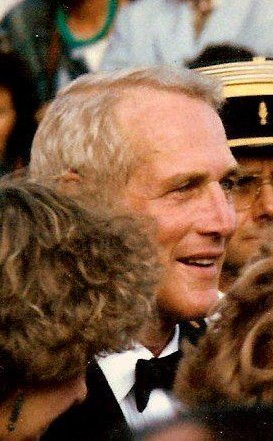
پل نیومن عملکرد فوق العاده توسط یک بازیگر مرد در یک مینی سریال یا فیلم تلویزیونی
اس اپاتا مرکرسون عملکرد فوق العاده توسط یک بازیگر زن در یک مینی سریال یا فیلم تلویزیونیاس اپاتا مرکرسون عملکرد فوق العاده توسط یک بازیگر زن در یک مینی سریال یا فیلم تلویزیونی
- کیفر ساترلند عملکرد فوق العاده توسط یک بازیگر مرد در یک سریال درام

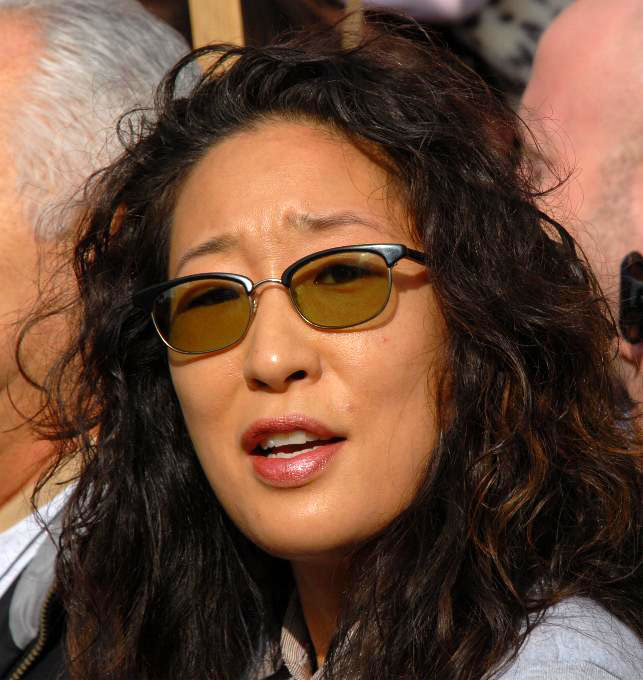
ساندرا اوه عملکرد فوق العاده توسط یک بازیگر زن در یک سریال درام
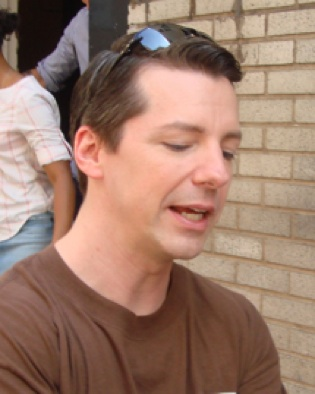
شان هایس عملکرد فوق العاده توسط یک بازیگر مرد در یک سریال کمدی
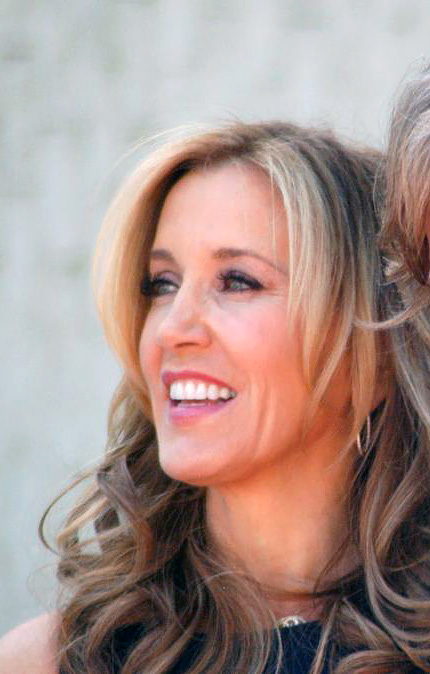
فلیسیتی هافمن عملکرد فوق العاده توسط یک بازیگر زن در یک سریال کمدی